# Асо, Миёко
Миёко Асо (яп. 麻生 美代子 Асо: Миёко, 7 апреля 1926 года в Токио, Япония — 25 августа 2018 года) — японская сэйю. Наиболее известна ролью Фунэ Исоно в аниме Sazae-san, выходящем с 1969 года. Можно также отметить роль Пинако Рокбелл в аниме «Стальной алхимик: Братство». Асо снималась и как актриса в кино (например, в фильме 2005 года Aogeba Toutoshi режиссёра Дзюна Исикавы).

## Значимые роли
- Gegege no Kitaro (1968)
- Akane-chan (1968)
- Sazae-san (1969) — Фунэ Исоно
- Sasurai no Taiyo (1971)
- Marvelous Melmo (1971) — тётя Мелмо
- Kashi no Ki Mokku (1972)
- Science Ninja Team Gatchaman (1972)
- Kerokko Demetan (1973)
- Fables of the Green Forest (1973) — повествователь
- Wansa-kun (1973)
- Heidi, Girl of the Alps (1974) — мисс Роттенмайер
- «Приключения пчёлки Майи» (1975) — Кассандра-сэнсэй
- «Принцесса подводного царства» (1975) — Бабушка Русалочки
- Huckleberry no Boken (1976)
- Haha wo Tazunete Sanzen Ri (1976)
- Piccolino no Boken (1976) — Джульетта
- Candy Candy (1976) — Мэри-Джейн
- Ippatsu Kanta-kun (1977) — Кумико Табасэ
- Angie Girl (1977) — Барбара
- The Perrine Story (1978)
- Tosho Daimos (1978) — Маргарет, Margarete, Okane
- Akage no Anne (1979) — Рейчел Линд
- Botchan (1980), Киёси
- Hello! Sandybell (1981) — жена Скотта
- Meiken Jolie (1981)
- Captain (1983) — мать Такао
- Mori no Tonto-tachi (1984) — Муори
- Romeo and the Black Brothers (1995) — Мими Росси
- Master Keaton (1998) — Миссис Бернем
- The Galaxy Railways (2003) — Инэ
- Fullmetal Alchemist (2003) — Пинако Рокбелл
- «Демон против демонов» (2007) — Маргарет
- Clannad After Story (2008) Сио Окадзаки
- Fullmetal Alchemist: Brotherhood (2009) — Пинако Рокбелл